# أنا ستوتة (فلم)
انا ستوتة هو فيلم درامي ومصري عرض عام 1947، بطولة صباح، زينات مجدي، بشارة واكيم، إسماعيل ياسينو من تأليف حسين فوزي، وإخراج حسين فوزي.

## قصة
نتيجة لرفض الأب زواج ابنه من إحدى الفنانات تضيع حفيدته بعد أن طرد ابنه وحرمه من الميراث ولكن حنان الجد يجعله يتراجع عن قراره ويبدأ بالبحث عن الحفيدة التي يكتشف أنها تعمل في فرقة موسيقية ....تتوالى الأحداث حيث يكتشف أصحاب الفرق لهفة الجد ويقرروا استغلاله والاستيلاء على أمواله فيقدمون له فتاة على أنها ستوتة طمعًا في ثروته. يتبادل الجد والحفيدة الكثير من المقالب الفكاهية، ولكنه يحبها، يلمع اسم ستوتة وتشتهر شهرة كبيرة، وأخيرًا يعرف الجد حقيقة شخصيتها.

## طاقم العمل
- صباح
- زينات مجدي
- بشارة واكيم:الجد
- إسماعيل ياسين

## روابط خارجية
- مقالات تستعمل روابط فنية بلا صلة مع ويكي بيانات